# Dominique Rocher (réalisateur)
 (janvier 2021).
 (janvier 2021).
 (janvier 2021).
Pour les articles homonymes, voir Dominique Rocher et Rocher.
Dominique Rocher, né en 1983 à Angers, est un scénariste et un réalisateur français.
En 2018 sort son premier film, La nuit a dévoré le monde.

## Biographie
Dominique Rocher a travaillé en tant qu’assistant réalisateur dès sa sortie d’école de cinéma. Il a ensuite crée sa société de production aux côtés d’autres réalisateurs, avec laquelle il a auto-produit ses premiers courts métrages (Ceci n'est pas un film, Haïku, Fallin’, Heures sup).

## Carrière
Il a 27 ans lorsqu’il est primé aux Audi Talents Awards pour son court métrage La Vitesse du passé. Ce court métrage  met en scène une histoire d’amour suspendue hors du temps avec Nicolas Giraud, Alban Lenoir et Mélanie Thierry. Le film a fait quelques uns de festivals internationaux : Festival européen du film fantastique de Strasbourg, Festival Interfilm de Berlin, Paris International Fantastic Film Festival, Festival du film d'Austin au Texas… Il a été vendu en Australie et aux États-Unis et a été projeté en avant-séance dans l’ensemble des salles du réseau MK2 et sur Canal+[réf. nécessaire]. Dominique Rocher est consacré avec le Prix du Meilleur Film étranger au Festival de Santa Monica[réf. nécessaire].
En 2017, il réalise son premier long métrage La nuit a dévoré le monde, avec Anders Danielsen Lie, Golshifteh Farahani et Denis Lavant, produit par Haut et Court[réf. souhaitée]. Dominique Rocher y filme le récit solitaire d’un jeune homme sans histoire, luttant contre une horde de zombies ayant envahi Paris.
En 2018, il co-signe le scénario du film[source détournée] de Daniel Roby de science-fiction Dans la brume avec Romain Duris et Olga Kurylenko (sorti le 4 avril 2018).[réf. souhaitée]
En fin d'année 2020, il termine le tournage de sa première série pour Arte France, La Corde, co-écrite avec Éric Forestier, d’après le roman allemand de Stefan aus dem Siepen, produite par Les Films de l’instant.